# Allgemeine Automobil-Gesellschaft Berlin
Allgemeine Automobil-Gesellschaft Berlin GmbH là một công ty sản xuất ô tô dưới hình thức pháp lý của một công ty GmbH có trụ sở tại Berlin.

## Lịch sử
Vào ngày 28 tháng 11 năm 1899, công ty đăng ký nhãn hiệu AAG làm tên thương hiệu, được chấp nhận vào ngày 8 tháng 2 năm 1900. Việc sản xuất ô tô cũng bắt đầu vào năm 1900. Ngoài việc sản xuất mô hình của riêng mình, AAG cũng bán xe ba bánh có động cơ và ô tô điện từ các nhà sản xuất khác. Việc sản xuất ô tô kết thúc vào năm 1901. Allgemeine Elektricitäts-Gesellschaft đã tiếp quản công ty và thành lập trên cơ sở đó, Neue Automobil-Gesellschaft (NAG).

## Sản phẩm

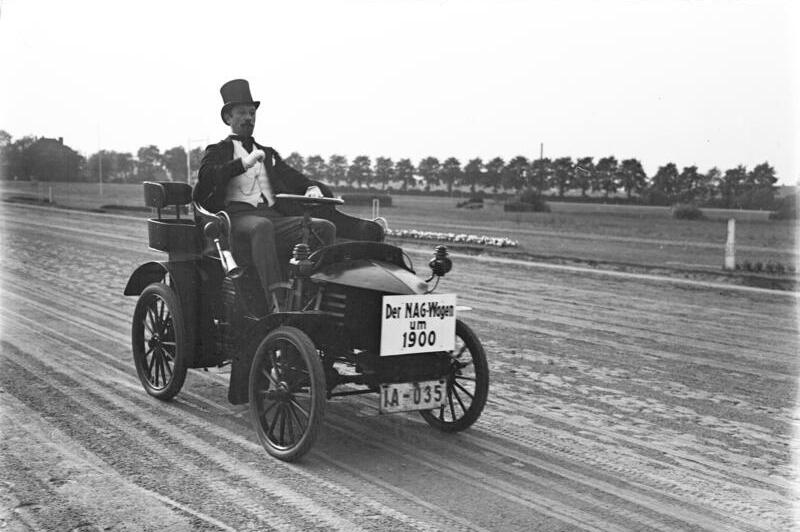
Xe Klingenberg của NAG từ năm 1900

Georg Klingenberg đã thiết kế mẫu xe duy nhất, còn được gọi là xe Klingenberg. Đó là một chiếc xe nhỏ với động cơ xi-lanh đơn và công suất 5 mã lực. Các tốc độ tối đa đã được đưa ra là 35 km/h. Mẫu xe NAG đầu tiên dựa trên chiếc xe này.